# 韋塞萊 (哈爾科夫區)
50°10′22″N 36°32′12″E / 50.17278°N 36.53667°E
韋塞萊（烏克蘭語：Веселе）是位於烏克蘭東部的村莊，由哈爾科夫州哈爾科夫區的利普齊市鎮負責管轄。該村處於穆羅姆河畔，始建於1732年，面積3.76平方公里，海拔高度134米，2023年人口254。